# ミンスミート作戦 (1941年)
ミンスミート作戦 (Operation Mincemeat) とは、第二次世界大戦中の1941年8月に行われたイギリス海軍の空母艦載機による、サルデーニャ島空襲である。この空襲によりイギリス軍がマルタへの補給作戦を実行中であると思わせ、リヴォルノ沖への機雷敷設を行う敷設巡洋艦「マンクスマン」から敵の注意をそらすことを目的として実行された。空襲と機雷敷設は両方とも成功した。
8月21日深夜にジェームズ・サマヴィルが率いるH部隊の戦艦「ネルソン」（旗艦）、空母「アーク・ロイヤル」、軽巡洋艦「ハーマイオニー」、駆逐艦「ネスター」、「エンカウンター」、「フォアサイト」、「フューリー」がジブラルタルから出撃し、「マンクスマン」も8月22日にジブラルタルから出撃した。8月24日2時50分に「アーク・ロイヤル」から10機のソードフィッシュが発進し、テンピオ・パウザーニア付近の森林に火災を発生させた。ソードフィッシュは全機帰還した。「マンクスマン」も8月24日の2時8分から3時38分の間に140個の機雷敷設を完了した。「マンクスマン」は8月25日23時にジブラルタルに到着した。
イタリアはイギリスの船団が航行中であると思い込み、戦艦「リットリオ」、「ヴィットリオ・ヴェネト」、重巡洋艦「トリエステ」、「トレント」、「ボルツァーノ」、「ゴリツィア」と駆逐艦19隻がイギリス艦隊迎撃のため出撃した。また、軽巡洋艦「ルイージ・ディ・サヴォイア・ドゥーカ・デッリ・アブルッツィ」、「ムツィオ・アッテンドーロ」、「ライモンド・モンテクッコリ」、駆逐艦5隻が船団攻撃に向かった。だが何も発見できず、イタリア艦隊は帰還した。その際「ボルツァーノ」がイギリス潜水艦「トライアンフ」に雷撃され損傷した。
イタリア艦隊の出撃は潜水艦「アップホルダー」によって報告され、サマヴィルはそれに対する攻撃をおこなおうと考えた。8月24日16時15分に「アーク・ロイヤル」から偵察機が発進したが何も発見できず、8月26日にH部隊はジブラルタルに帰投した。